# Gouverneur Morris

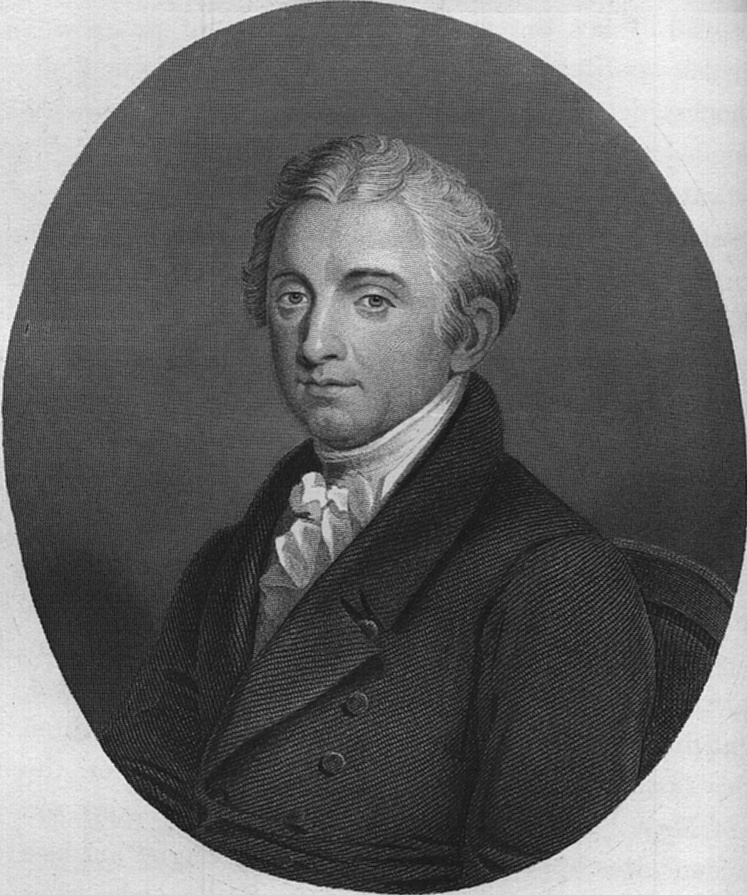
Gouverneur Morris

Gouverneur Morris (* 31. Januar 1752 in New York; † 6. November 1816 ebenda) war ein US-amerikanischer Politiker und Diplomat.
Morris entstammte einer alteingesessenen Familie, die schon mehrere Gouverneure und Richter in der Kolonialverwaltung gestellt hatte. Als junger Mann schloss er sich der Amerikanischen Revolution an und wurde 1775 Mitglied des revolutionären Parlamentes von New York. Dort beteiligte er sich 1777 an der Ausarbeitung einer neuen Verfassung für den Bundesstaat. Ab 1779 wirkte er als Abgeordneter im Kontinentalkongress und später als Stellvertretender Finanzminister in der Bundesregierung. 1787 spielte er auf dem Verfassungskonvent eine maßgebliche Rolle bei der Ausarbeitung der Verfassung der Vereinigten Staaten. Er forderte eine möglichst starke Bundesregierung und war federführend an der Konzeption des Präsidentenamts beteiligt. Dafür, dass er die Endfassung der Verfassung formulierte, ging er als „penman of the constitution“ (zu Deutsch etwa: „Schreiber der Verfassung“) in die Geschichte ein. Die folgenden Jahre verbrachte Morris auf Vergnügungs- und Geschäftsreisen durch Europa. Von 1792 bis 1794 war er Botschafter der Vereinigten Staaten in Frankreich. Dort fiel er besonders durch seine Kritik an der Französischen Revolution auf. Die französische Regierung erklärte ihn schließlich zu einer persona non grata. Nach seiner Rückkehr nach Amerika Ende 1798 diente er von 1800 bis 1803 im Senat, woraufhin er sich aus der aktiven Politik zurückzog. Er beteiligte sich noch an den Baukommissionen, die den heutigen Stadtplan New Yorks und den Eriekanal entwarfen.

## Leben

### Familie und Jugend

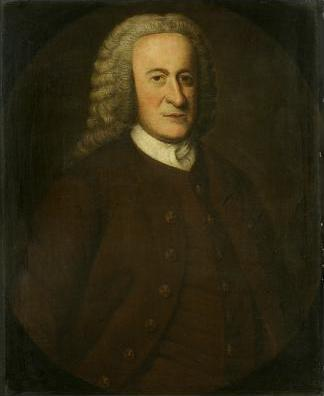
Gouverneur Morris’ Vater, Lewis Morris (Thomas McIlworth, etwa 1760)

Gouverneur Morris wurde am 31. Januar 1752 auf dem Familienanwesen geboren, der Morrisania in der Nähe von New York City. Er war der jüngste Sohn des Richters Lewis Morris und dessen zweiter Ehefrau Sarah Gouverneur, die ihrerseits von Hugenotten und niederländischen Kaufleuten abstammte. Aus erster Ehe hatte Lewis Morris bereits einige erwachsene Söhne, darunter Lewis und Staats Long Morris. Die Morris-Familie galt als einer der wohlhabendsten, politisch einflussreichsten und elitärsten Clans in der gesamten Provinz New York, wo sie seit dem 17. Jahrhundert sesshaft war. Neben einem großen Grundbesitz verfügte sie über etwa 49 Sklaven. Ideologisch stand seine Familie den Whigs nahe: Einerseits hatte sie ein hierarchisches Weltbild, in dem die gentry den Staat führen musste. Das einfache Volk war in den Augen der Morris-Familie unfähig, politische Macht verantwortungsbewusst wahrzunehmen; direkte Demokratie kam für sie mit Anarchie gleich. Andererseits stand die Familie in der Tradition der Aufklärung, schätzte also solche Werte wie Rationalität und Liberalismus. Morris’ familiäre Herkunft erleichterte ihm seine Karriere im New York des ausgehenden 18. Jahrhunderts, dessen politisches Leben von Familienclans wie den Livingstons, Schuylers und Morrises dominiert wurde.
Enttäuscht von seinen eigenen Leistungen setzte Lewis Morris seine Hoffnungen auf den jüngsten Sohn, dem er den Besuch verschiedener hochrangiger Internate ermöglichte. Ihm sollte die „bestmögliche Bildung in Europa oder Amerika“ (englisch best Education that is to be had in Europe or America) geboten werden. Nach dem Besuch einer Schule in New Rochelle, wo er unter anderem Französisch erlernte, war er von 1761 bis 1764 Schüler der konfessionslosen Philadelphia Academy. Dort wurde er von Lehrern wie Ebenezer Kinnersley in Rhetorik, Latein und Altgriechisch unterrichtet. Den Wünschen seines 1762 verstorbenen Vaters folgend, der den puritanischen Universitäten Neuenglands misstraute, studierte er daraufhin am King’s College (Der heutigen Columbia University) in New York. Die dortige Universitätsleitung unter der Leitung des Geistlichen Myles Cooper war bekannt für ihren Konservatismus und ihre kritische Haltung gegenüber den Ideen der Aufklärung. 1768 begann Morris bei dem erfolgreichen Juristen William Smith Jr. eine Ausbildung zum Anwalt. Dieser sollte einen großen Einfluss auf Morris’ Weltanschauung ausüben. Smith legte einen großen Wert auf die Bürgerrechte, weshalb er sich beispielsweise für die Religionsfreiheit unterdrückter Gruppen wie die der Katholiken einsetzte – für damalige Verhältnisse eine radikale Position. Zu ihrem Schutz war Smith zufolge eine Verfassung nötig, die Machtmissbrauch verhindern könne. Dem in seinen Augen einfachen und ungebildeten Volk traute er den Schutz dieser Freiheiten allerdings nicht zu. Morris erhielt bereits 1771 einen Master of Arts und beendete im selben Jahr seine Ausbildung zum Anwalt. Trotz seines Hangs zum Hedonismus etablierte er sich bald als ein erfolgreicher Anwalt und wurde Mitglied der Moot, der damals bedeutendsten Anwaltsvereinigung in New York City. Bald sammelte er um sich herum ein Netzwerk junger, aufstrebender Anwälte wie John Jay und Robert R. Livingston, die später einflussreiche Politiker wurden.

### Einstieg in die Politik
Konflikte zwischen Kolonisten und dem britischen Parlament über Steuern und eine Vertretung der Kolonisten im Parlament veranlassten in den 1760ern und 1770ern die Amerikanische Revolution. Auch Morris sprach sich gegen die Versuche der britischen Regierung aus, ihren Einfluss in den 13 Kolonien geltend zu machen. Wie viele seiner Landsleute sah er seine Rights of Englishmen, d. h. seine Rechte als Engländer bedroht. Einem offenen Aufstand gegen die britische Herrschaft, und dem Chaos, das dieser mit sich ziehen würde, stand er jedoch ablehnend gegenüber. Abgesehen von seiner Vermutung, dass das britische Heer die Kolonisten mit Leichtigkeit besiegen und eine noch unterdrückerische Herrschaft einrichten könnte, fürchtete er, dass in den Revolutionswirren ein anarchischer Mob die Kontrolle über den Staat erlangen könnte. Die Bedrohung der traditionellen politischen Ordnung durch ein einfaches Volk, das „anfängt, nachzudenken“, wie er es ausdrückte, hielt er für eine ernstzunehmende Gefahr. Anstelle eines offenen Konflikts strebte Morris einen Ausgleich mit der britischen Krone an. Dieser konnte allerdings nicht erreicht werden; mit den Gefechten von Lexington und Concord begann 1775 der Amerikanische Unabhängigkeitskrieg. Morris schloss sich daraufhin den Patrioten an, trat allerdings nicht der Kontinentalarmee bei. Sein Vorgesetzter wäre nämlich ein ehemaliger Schuhmacher gewesen. Später beschwerte er sich darüber, dass in der Kontinentalarmee „ein Haufen Mechaniker den besten Familien der Kolonie vorgezogen wird“ (englisch a herd of Mechanics are preferred before the best Families in the Colony).
1775 wurde Morris Mitglied der Übergangsregierung New Yorks, dem Provincial Congress, der sich im Zuge der Revolution gebildet hatte. Dort konnte sich der redebegabte Anwalt schnell von seinen politisch eher unerfahrenen Kollegen profilieren. Obwohl viele seiner Mitbürger die Souveränität der Bundesstaaten betonten, positionierte er sich als Unterstützer einer starken Zentralregierung. An der Entscheidung des Provincial Congress, offene Konfrontationen mit dem britischen Heer zu vermeiden und Friedensverhandlungen aufzunehmen, war er maßgeblich beteiligt. William Howard Adams zufolge erwies sich diese zögernde Haltung als ein Fehler. Großbritannien sei zu einem Kompromiss mit den Kolonien nicht bereit gewesen und habe die so gewonnene Zeit genutzt, um sein Heer zu positionieren und gegen die Rebellen vorzurücken. Der Verfolgung von Loyalisten stand Morris ambivalent gegenüber. Er hielt diese zwar für einen Angriff auf die Redefreiheit und die öffentliche Ordnung und setzte sich für einige Loyalisten wie den Verleger James Rivington ein, forderte selber jedoch u. a. die Ächtung von Loyalisten als „gemeine Feinde des Menschengeschlechts“ (englisch common Enemies of Mankind). Morris trat im Winter 1775 zur Wahl zum zweiten Provincial Congress, welcher nur einige Wochen tagte, nicht an.
Im Mai 1776 wurde Morris in den dritten Provincial Congress gewählt. Mittlerweile hatte er die Hoffnung auf Frieden mit Großbritannien ohne die „Versklavung Amerikas“ aufgegeben; die Unabhängigkeit, die im Juli mit der Unabhängigkeitserklärung offiziell wurde, und die Einberufung einer verfassunggebenden Versammlung für New York beschrieb er als „unbedingt notwendig“. Man einigte sich schließlich darauf, zu diesem Zweck einen vierten Provincial Congress zu berufen. Der Krieg kam der Verfassung allerdings in die Quere; der Provincial Congress musste vor der anrückenden britischen Armee erst nach White Plains, später in das entlegene Fishkill und nach Kingston fliehen. Morris blieb in dieser Zeit wie viele seiner Kollegen den Sitzungen fern.
1777 nahm der Provincial Congress – nun zur Provincial Convention umbenannt – schlussendlich seine Arbeit als verfassunggebende Versammlung auf. Bald etablierten sich junge Patrizier wie John Jay, Robert R. Livingston und Morris als die Wortführer auf der Versammlung. Mit dem Ziel, die richtige Balance zwischen Monarchie, Aristokratie und Demokratie zu finden, ließen sich die jungen Politiker von der Aufklärung, der englischen Rechtstradition und der Struktur der ehemaligen Kolonialverwaltung beeinflussen. Die Verfassung basierte auf der Volkssouveränität und der Gewaltenteilung zwischen Judikative, Legislative und Exekutive. Das Wahlrecht war nicht allgemein; ein Wähler musste männlichen Geschlechts sein und über ein bestimmtes Vermögen verfügen. Eine kontrovers diskutierte Neuerung der Verfassung war die Einführung des Wahlgeheimnis, die von Morris abgelehnt wurde. Er wollte die Wähler vermutlich dazu zwingen, ihre Wahlentscheidungen in der Öffentlichkeit zu rechtfertigten. Eine Reihe an Bürgerrechten wie das Verfahren per Jury wurden in der neuen Verfassung verankert. Auch die Trennung zwischen Staat und Kirche sowie die Religionsfreiheit wurden Teil der Verfassung, allerdings auch einige antikatholischen Regelungen, trotz der Proteste von Morris. Die Sklaverei blieb innerhalb von New York zunächst legal. Morris, der selbst einer Sklavenhalterfamilie entstammte, forderte jedoch, die Abschaffung der Sklaverei zu einem der Ziele der Legislative zu erklären. In den folgenden Jahrzehnten wurde die Sklaverei schrittweise abgeschafft. Die Verfassung wurde im April 1777 ratifiziert. Bis zur nächsten Wahl wurde eine Interimsregierung gebildet, zu deren Mitgliedern auch Morris gehörte.

### Kontinentalkongress

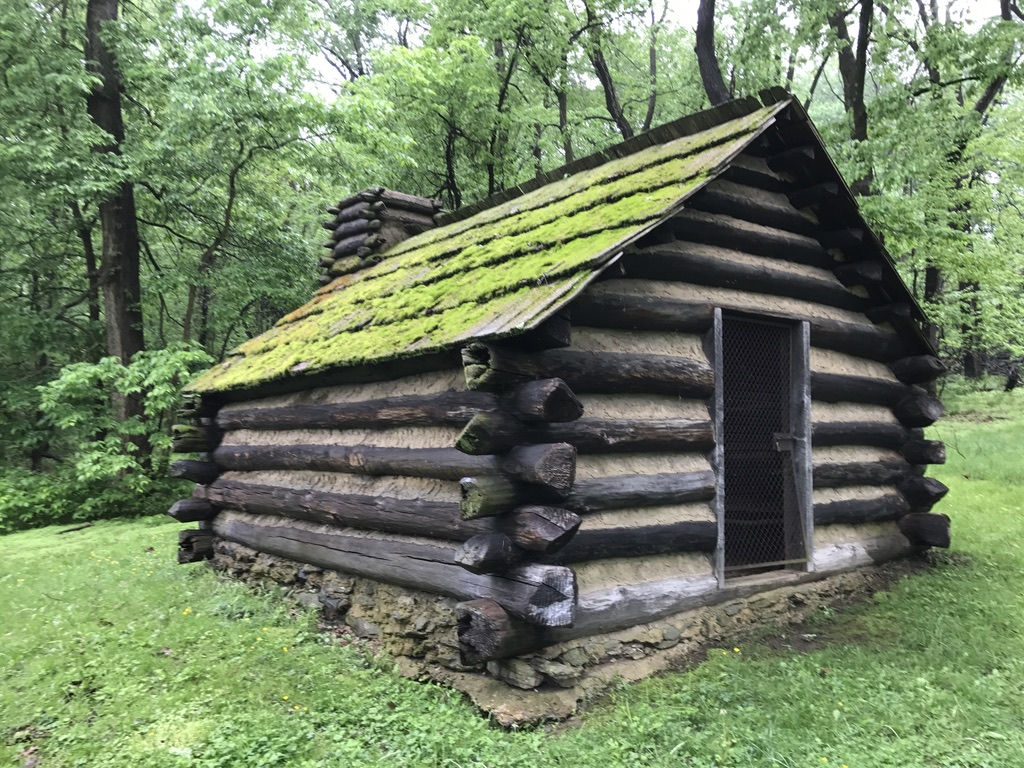
Rekonstruktion einer Baracke der Kontinentalarmee in Valley Forge

Am 13. Mai 1777 wurde Morris in den Kontinentalkongress gewählt und nahm sein Amt am 21. Januar 1778 wahr. Diese Bundesregierung war notorisch für ihre Schwäche und Unfähigkeit, ihre Beschlüsse durchzusetzen. Ohne die Befugnis, ihre eigene Bevölkerung zu besteuern, fehlte es ihr an den nötigen Geldmitteln zur Kriegsführung. Denkbar schlecht war die Versorgungslage der Kontinentalarmee, die Morris in ihrem Winterlager in Valley Forge kurz nach seinem Amtsantritt besuchte. Schockiert über den Zustand dieses „Skeletts einer Armee“ (englisch skeleton of an army) fragte er sich in einem Brief an George Clinton, warum die „armen Hunde“ (englisch poor dogs) nicht einfach desertierten. Allein im Winter 1777/78 starben etwa 2500 Soldaten der Kontinentalarmee an Unterernährung, Unterkühlung und Krankheiten. Morris wurde ein Unterstützer der Reformvorschläge des Oberbefehlshabers der Kontinentalarmee George Washington, den er in Valley Forge kennengelernt hatte. Sie würden auch in Zukunft gute Beziehungen zueinander pflegen. Morris entwickelte sich zu einem der einflussreichsten Mitglieder des Kongresses. In seiner Privatkorrespondenz behauptete er sogar, dass alle wichtigen Beschlüsse des Kongresses aus seiner Feder stammten. Vor allem in der Außenpolitik gelang es ihm, Akzente zu setzen. Ferner unterzeichnete er während seiner Amtszeit mit den Konföderationsartikel die erste Verfassung der Vereinigten Staaten.
Morris verlor seine Wiederwahl im Herbst 1779 knapp gegen Ezra L’Hommedieu. Ihm wurde vorgeworfen, die Interessen seines eigenen Bundesstaates – vor allem die Ansprüche New Yorks auf Teile New Hampshires und Vermonts (siehe auch Vermont Republic) – nicht energisch genug vertreten zu haben. In einem Brief an Robert R. Livingston verkündete er seine Freude darüber, nicht mehr „diese elende Kreatur, ein Staatsmann“ (englisch that wretched creature, a statesman) sein zu müssen. In den folgenden Monaten arbeitete er als Anwalt, musste sich allerdings nach einem Verkehrsunfall im Mai 1780, bei dem er sein linkes Bein verlor, im Haus seines Kollegen George Plater erholen.

### Stellvertretender Finanzminister

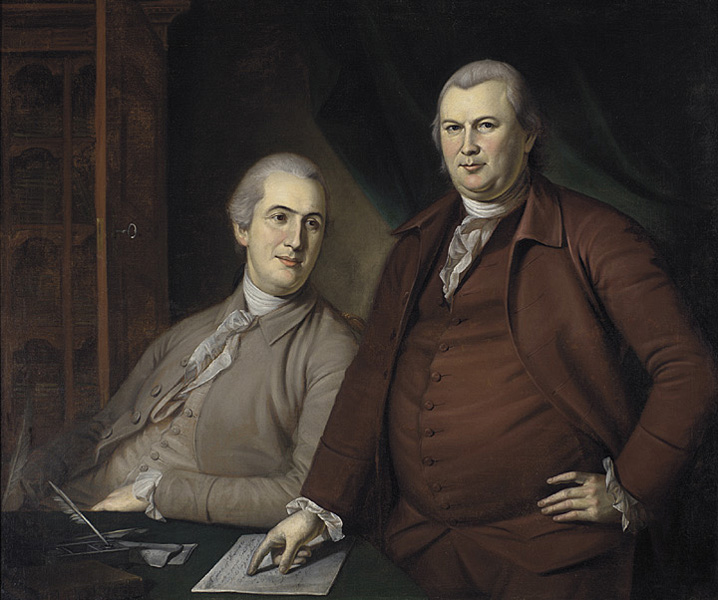
Gouverneur Morris (Links im Bild) mit Robert Morris (Charles Willson Peale, 1783)

Die Finanzpolitik des Kongresses, der sich mit Krediten und Papiergelddruck über Wasser hielt, führte zu einer massiven Inflation und einer hohen Staatsverschuldung. Die begrenzten Finanz- und Regierungsreformen blieben Stückwerk und lösten nicht das grundlegende Problem, die fehlenden Einnahmen der Bundesregierung. Unter dem Pseudonym An American im Pennsylvania Packet forderte Morris daher eine umfassende Verfassungsreform und Umstrukturierung des öffentlichen Finanzwesens. Konkret schlug er die Einführung eines Zolls, einer Kopfsteuer und einer Postgebühr vor. Am politischen System kritisierte er vor allem das Fehlen einer energischen Exekutive. Mit diesen Artikeln positionierte er sich als „Nationalist“, wie die Befürworter einer starken Bundesregierung genannt wurden. Zu seinen Parteifreunden gehörten unter anderen James Madison, Alexander Hamilton und sein Namensvetter, der Kaufmann Robert Morris. Gemeinsam konnten sie einige politischen Erfolge erzielen, unter anderem die Schaffung verschiedener Ministerialposten. Robert Morris übernahm im Mai 1781 das Amt des Superintendent of Finance, d. h. des Finanzministers; Gouverneur Morris das Amt des Stellvertretenden Finanzministers. Gemeinsam führten sie eine Reihe an Finanzreformen durch. Beispielsweise gründeten sie mit der Bank von Nordamerika die erste Bank der Vereinigten Staaten. Der eigentliche Kern ihrer ehrgeizigen Reformpolitik, mit einem Zoll eine stabile Einkommensquelle für die Bundesregierung zu schaffen, scheiterte jedoch an der Opposition der Bundesstaaten: Rhode Island und Virginia legten ihr Veto ein. Der von Morris befürwortete Versuch, mit dem über ihren fehlenden Sold unzufriedenen Kontinentalarmee Druck auf die Politik auszuüben, misslang ebenfalls. Grund hierfür war Washington, der seine persönliche Beliebtheit ausspielte und so die sich zusammenbrauende Unzufriedenheit in seinem Offizierskorps im Keim erstickte (vgl. Newburgh-Verschwörung).
Mitte der 1780er gaben Robert und Gouverneur Morris ihre Posten im Finanzministerium auf. Sie hatten einige Jahre lang Erfolg als Geschäftspartner und wurden Mitglieder der Society of Political Inquiries, einem 1786 gegründeten Debattierclub, zu dem auch Benjamin Franklin, James Wilson und Benjamin Rush gehörten. Die meisten ihrer Mitglieder waren Föderalisten, wie die Unterstützer einer stärkeren Bundesregierung nun genannt wurden.

### Verfassungskonvent

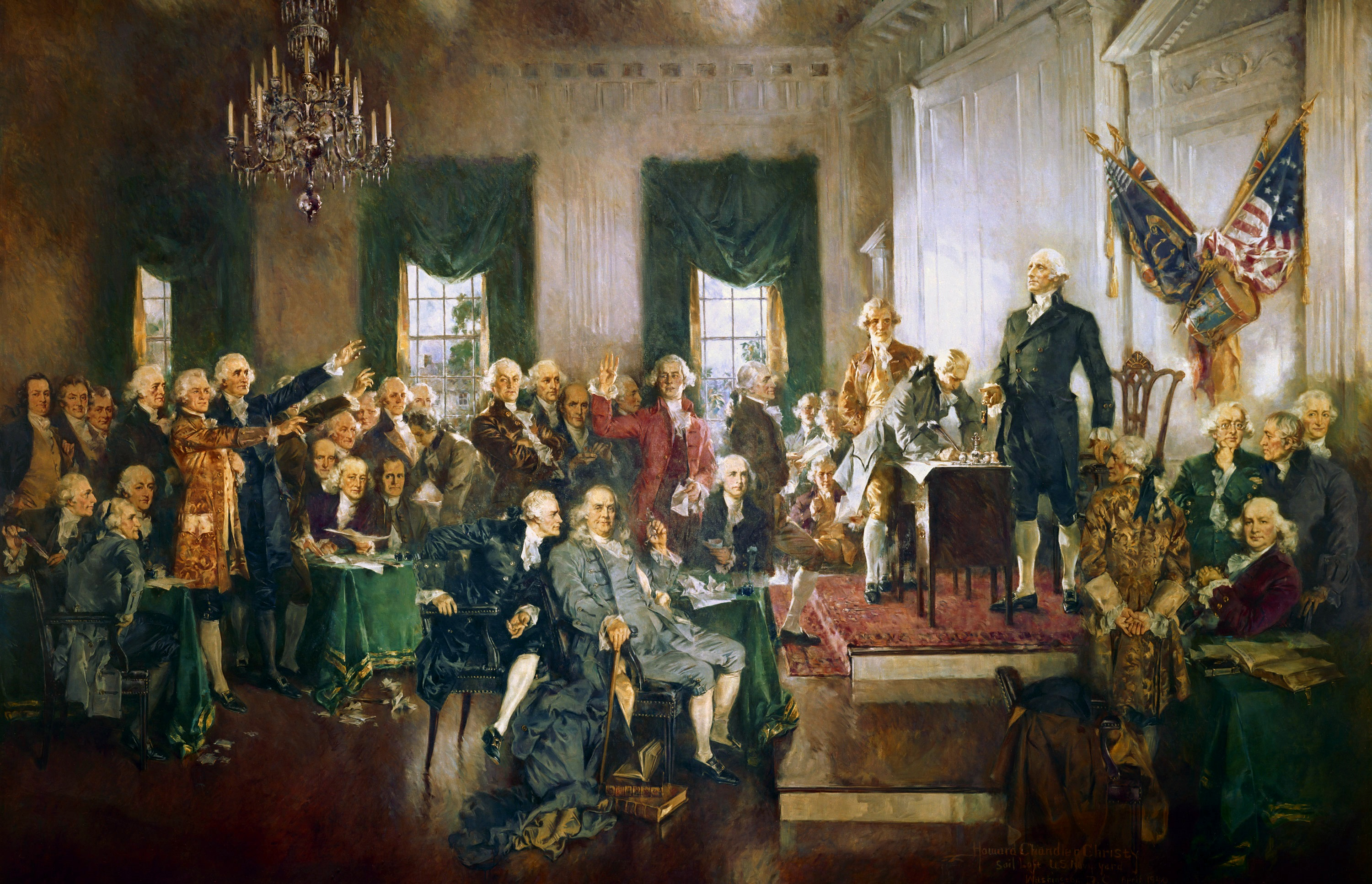
Szene bei der Unterzeichnung der Verfassung der Vereinigten Staaten. Morris steht mittig. (Historiengemälde von Howard Chandler Christy, 1940)

1786 riefen die Delegierten der Annapolis Convention zu einem Konvent über eine Reform der Konföderationsartikel auf. Tatsächlich planten die Delegierten eine komplett neue Verfassung. Das Unvermögen der Regierung, eine etwa zur selben Zeit ausgebrochenen Revolte von Kleinbauern – die Shays’ Rebellion – schnell niederzuschlagen, machte den dringenden Reformbedarf klar. Fast alle Bundesstaaten entsandten Vertreter in die Independence Hall in Philadelphia, wo der Verfassungskonvent tagen sollte. Gouverneur Morris wurde nach einer knappen Abstimmung vom Parlament Pennsylvanias als Delegierter zum Verfassungskonvent ausgewählt. Seine Wahl verdankte er der konservativen Fraktion der Anti-Constitutionalists, den Gegnern der radikaldemokratischen Verfassung Pennsylvanias. Er nahm aktiv an den Debatten auf dem Konvent teil und positionierte sich als einer der radikalsten Föderalisten, forderte also eine möglichst starke Nationalregierung. Im Gegensatz zu den meisten anderen Delegierten sah er sich nicht als Vertreter seines eigenen Bundesstaates, sondern „als ein Vertreter Amerikas [...] in gewisser Hinsicht als Vertreter des gesamten Menschengeschlechts“ (englisch as a Representative of America [...] in some degree as a Representative of the whole human race.).

#### Die Frage der Staatsform
Die Verfassung, die aus dem Konvent hervorging, basierte größtenteils auf dem Virginia-Plan von James Madison. Dieser sah eine klare Stärkung der Bundesregierung vor, die unabhängig von den Bundesstaaten als „oberste Exekutive, Legislative und Judikative“ agieren sollte. Er plante ein System der Checks and Balances, also der gegenseitigen Kontrolle der einzelnen Verfassungsorgane. Die Delegierten stritten sich zunächst um die Sitzverteilung im Parlament. Die großen Bundesstaaten unterstützten Madisons Idee einer nach der Bevölkerungshöhe proportionalen Sitzverteilung, die kleinen Bundesstaaten forderten gleich viele Sitze für alle Bundesstaaten. Morris stellte sich an Madisons Seite: Nur mit einer starken Bundesregierung könnten die Vereinigten Staaten Bestand haben. Den kleinen Staaten drohte er sogar mit Waffengewalt, wenn sie die neue Verfassung nicht akzeptierten (englisch This country must be united[.] If persuasion does not unite it, the sword will.). Erst der sogenannte Great Compromise löste den Konflikt: Im Unterhaus sollte die Bevölkerung proportional, im Oberhaus die Bundesstaaten gleichmäßig vertreten werden.
Morris wollte in der Verfassung ein Mächtegleichgewicht zwischen Volk und Elite schaffen, so dass keine der beiden zu viel Macht ansammeln könnte. Ansonsten würde eine Tyrannei entstehen, entweder eine Pöbelherrschaft oder eine Oligarchie. Diese politische Philosophie spiegelte sich wieder in seinen Vorschlägen zur Gestaltung der Legislative – dem Kongress –, in der seiner Meinung nach die beiden Kammern jeweils die Unter- und die Oberschicht vertreten sollten. Das Unterhaus, also das Repräsentantenhaus, müsse direkt vom Volk gewählt werden und dessen Interessen vertreten; das Oberhaus, also der Senat, müsse von der Exekutive ausgewählt werden und die Interessen der wohlhabenden Elite vertreten. Das passive Wahlrecht für beide Häuser sollte an bestimmte Eigentumsvorschriften geknüpft werden, da Morris ärmere Abgeordnete für bestechlicher hielt. Indem man die beiden Gesellschaftsschichten auf die beiden Kammern aufteile, begünstige man die gegenseitige Kontrolle von Senat und Repräsentantenhaus, also von Ober- und Unterschicht. Der Ausschluss der Elite aus dem Repräsentantenhaus würde verhindern, dass sie ihren Willen in beiden Häusern durchsetzen könnte. Zugleich würden die Reichen im Senat das unweise Volk im Repräsentantenhaus zügeln. Seine Vorschläge zum Passiven Wahlrecht und zur Auswahl von Senatoren wurden abgelehnt.

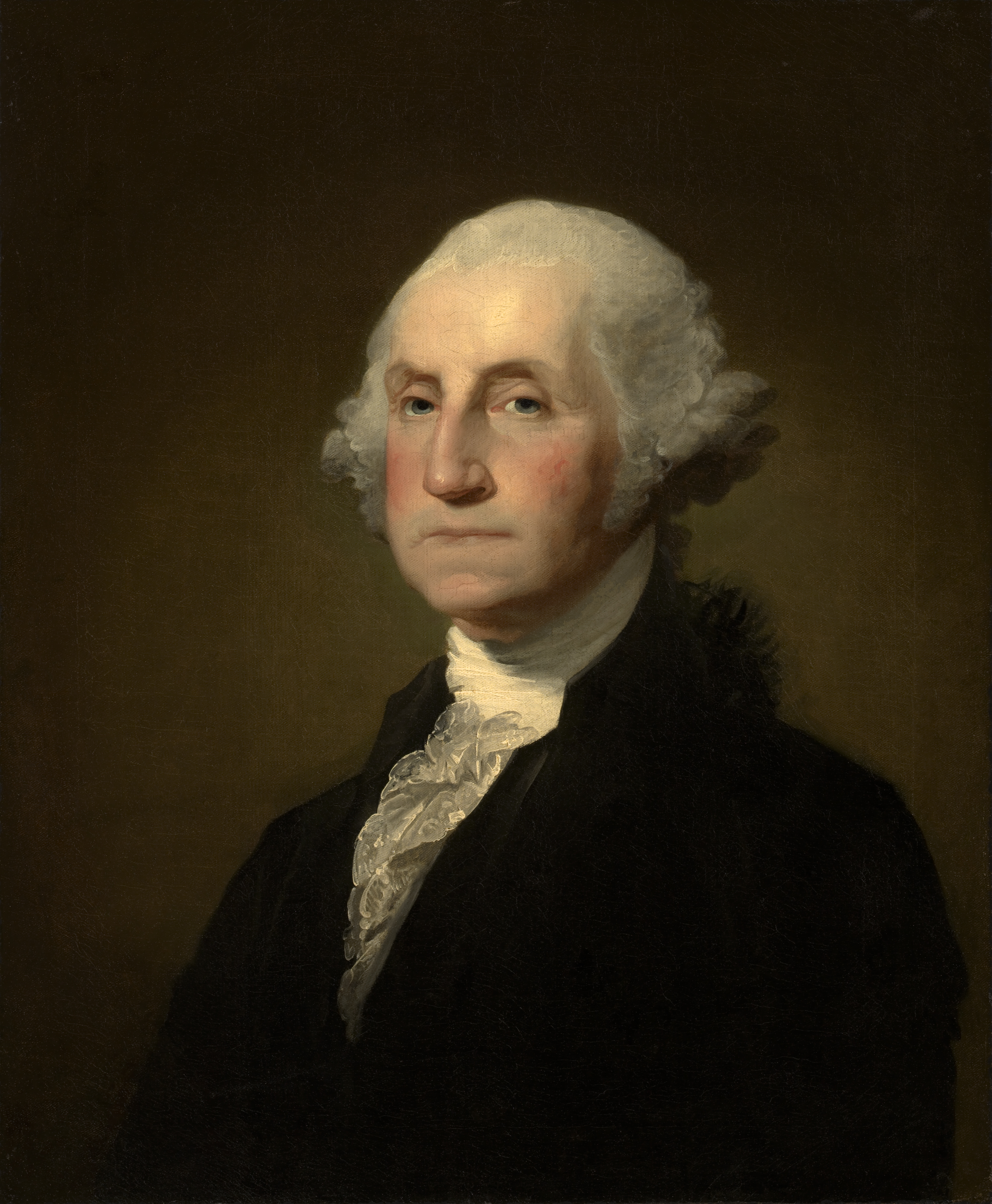
George Washington (Gilbert Stuart, 1797), Leiter des Verfassungskonvents und später erster Präsident.

Morris forderte eine mächtige Ein-Mann-Exekutive – den Präsidenten der Vereinigten Staaten –, die als Gegengewicht zu einer korruptionsanfälligen Legislative dienen sollte. Ähnlich einem antiken Volkstribun wollte Morris ihm die Aufgabe eines „Schutzherren des Volkes“ (englisch Guardion of the people) vor den Reichen, die den Senat kontrollieren würden, verleihen. Verschiedene seiner Befugnisse, z. B. das Vetorecht, dienten also der Kontrolle des Parlaments. Zugleich wünschte Morris, mit dem Präsidenten eine energische Exekutive einzurichten, die für die Regierung eines so großen Landes wie der USA nötig wäre. Kontrovers diskutiert wurde die Art und Weise, in der der Präsident gewählt werden sollte. Morris meinte, dass die vom Virginia-Plan vorgesehene Wahl durch den Kongress die Exekutive von der Legislative abhängig machen würde. Stattdessen müsse das Volk seinem Schutzherren durch eine direkte und unmittelbare Wahl ein klares Mandat aussprechen. Sein Vorschlag wurde jedoch von den Delegierten, die dem Volk die Wahl eines „Mann edlen Charakters“ (englisch man of distinguished Character) nicht zutrauten, blockiert. Man einigte sich stattdessen auf einen von Morris vorgeschlagenen Kompromiss, die Wahl durch ein Electoral College. Gemäß der Vorschläge von Morris sollte der Präsident unbegrenzt oft auf vier Jahre gewählt werden können. Nach anfänglichem Zögern akzeptierte Morris es auch, dass der Präsident von zwei Dritteln des Senats des Amtes enthoben werden könne. Eine Beschränkung der Anzahl der Amtszeiten, die Morris als eine unnötige Schwächung des Präsidentenamtes erachtete, wurde 1951 mit dem 22. Zusatzartikel zur Verfassung eingeführt.

#### Die Frage der Sklaverei
Im Laufe der Debatten trat Morris als einer der lautstärksten Kritiker der Sklaverei hervor, die den Konvent ebenso wie das Land in zwei Lager spaltete. Der Fortbestand der Sklaverei, der Grundlage der Plantagenwirtschaft des Südens der Vereinigten Staaten, schien nämlich von der vor allem in den Nordstaaten erstarkenden Abolitionisten-Bewegung bedroht zu werden. Verschiedene Delegierte aus den Südstaaten forderten daher eine Verankerung der Sklaverei in der Verfassung und setzten einen bis 1808 währenden Schutz des Atlantischen Sklavenhandels vor Einmischung durch die Bundesregierung durch. Die Südstaaten forderten zudem die Berücksichtigung ihrer nicht wahlberechtigten Sklaven bei der Sitzverteilung zum Repräsentantenhaus, wodurch sie ihren politischen Einfluss erweitern wollten. Nord- und Südstaatler einigten sich schließlich auf die Drei-Fünftel-Klausel: Fünf Sklaven sollten für die Sitzverteilung im Repräsentantenhaus ebenso viel zählen wie drei Weiße. Morris sprach sich auf dem Konvent vehement gegen diese Regelungen und die Sklaverei im Allgemeinen aus. Er beschrieb sie als ein sowohl ungerechtes als auch unwirtschaftliches System, das die Südstaaten in ihrer Entwicklung zurückhalte, und fragte rhetorisch, ob Sklavenhalter für ihre Verbrechen „wider die heiligsten Gesetze der Menschheit“ (englisch in defiance of the most sacred laws of humanity) mit mehr Macht in Form von Sitzen im Repräsentantenhaus belohnt werden sollten. Der Drei-Fünftel-Klausel warf Morris außerdem vor, unsinnig zu sein: Wenn die Sklaven das Eigentum der Südstaatler wären, hätten die Sklaven kein Wahlrecht und dürften nicht bei der Sitzverteilung im Repräsentantenhaus berücksichtigt werden. Nur wenn die Sklaven echte Menschen seien, dürften sie berücksichtigt werden – doch dann müsste man sie auch zu freien Bürgern mit Wahlberechtigung machen, was für die Südstaatler nicht in Frage kam. Im Streit über den Sklavenhandel provozierte Morris die Sklavenhalter mit dem Vorschlag, den Menschenhandel auf den Tiefen Süden zu beschränken. Morris’ Proteste fanden kein Gehör. Er akzeptierte schließlich die Kompromisse mit den Sklavenhaltern und setzte seine Unterschrift unter die Verfassung.

#### Das Committee of Style and Arrangement
Seinen wohl größten Beitrag zur Verfassung leistete Morris im Committee of Style and Arrangement, das Anfang September 1787 Wortlaut und Struktur der Verfassung festlegte. Federführend sorgte er hier für eine klare, verständliche und auf das Wesentliche beschränkte Ausdrucksweise. Die Anzahl der Artikel sank von 24 auf 7. Noch hinzugefügt wurde eine von Morris verfasste Präambel, die Ziel und Zweck der Verfassung darstellt. Sie beginnt mit den oft zitierten Worten „Wir, das Volk“ (englisch We, the people). Durch seine Wortwahl stellte Morris das Volk und nicht die Bundesstaaten als Schöpfer der Bundesregierung dar – eine klare Stellungnahme für eine stärkere, von den Bundesstaaten unabhängige Bundesregierung. Sein Biograph Richard Brookhiser beschreibt dies als Morris’ größtes Vermächtnis. Der erste afro-amerikanische Richter am Obersten Gerichtshof Thurgood Marshall hebt hingegen mahnend hervor, dass Morris mit diesen Worten nicht das gesamte Volk der USA meinte: Sklaven und Frauen sollten auch unter der neuen Verfassung keine Stimme haben. Die Verfassung wurde in ihrer überarbeiteten Fassung am 17. September dem Konvent vorgetragen und von allen anwesenden Delegierten außer George Mason, Edmund Randolph und Elbridge Gerry unterschrieben. In einer der letzten Reden vor dem Konvent kommentierte Morris, dass trotz einiger Schwächen die bestmögliche Verfassung vorliege und die einzige Alternative zu ihr die Anarchie sei.

### Europa

#### Das Revolutionsjahr 1789
Anschließend an den Verfassungskonvent lehnte Morris die Teilnahme an der hitzigen Ratifikationsdebatte ab und schlug Hamiltons Angebot aus, an den Federalist Papers mitzuwirken. Stattdessen begab er sich auf Geschäftsreisen, die ihn im Winter 1788/89 über den Atlantik in das Königreich Frankreich führten. Nach seiner Ankunft knüpfte Morris erste Kontakte zu den Eliten von Paris und wurde oft gesehener Gast in den Salons der Stadt; Empfehlungsschreiben von Washington, Benjamin Franklin, dem Marquis de Chastellux und dem Comte Elie de Moustier sowie seine Reputation als amerikanischer Staatsmann hatten ihm viele Türen geöffnet. Hilfe bot ihm auch Thomas Jefferson, der zu dem Zeitpunkt amerikanischer Botschafter in Paris war. Das elitäre soziale Umfeld, mit dem sich Morris in Paris umgab, ermöglichte ihm zwar eine aktive Einflussnahme auf das politische Geschehen, beschränkte jedoch auch sein Verständnis der politischen Vorgänge. Oft zu Gast war er bei der adeligen Salonnière und Autorin Madame de Flahaut. Gemeinsam mit Talleyrand führten diese eine Dreiecksbeziehung. Von der Weltstadt Paris zeigte Morris sich beeindruckt, obwohl er zugleich von der von ihm wahrgenommenen Unmoral der Stadt schockiert war. Sie sei wie ein Wirbelwind, in dem man nichts erfassen und sich auf nichts konzentrieren könne (englisch A man in Paris lives in a sort of Whirlwind which turns him round so fast, that he can see Nothing. [Y]ou can neither fix yourself or your Object by regular Examination).

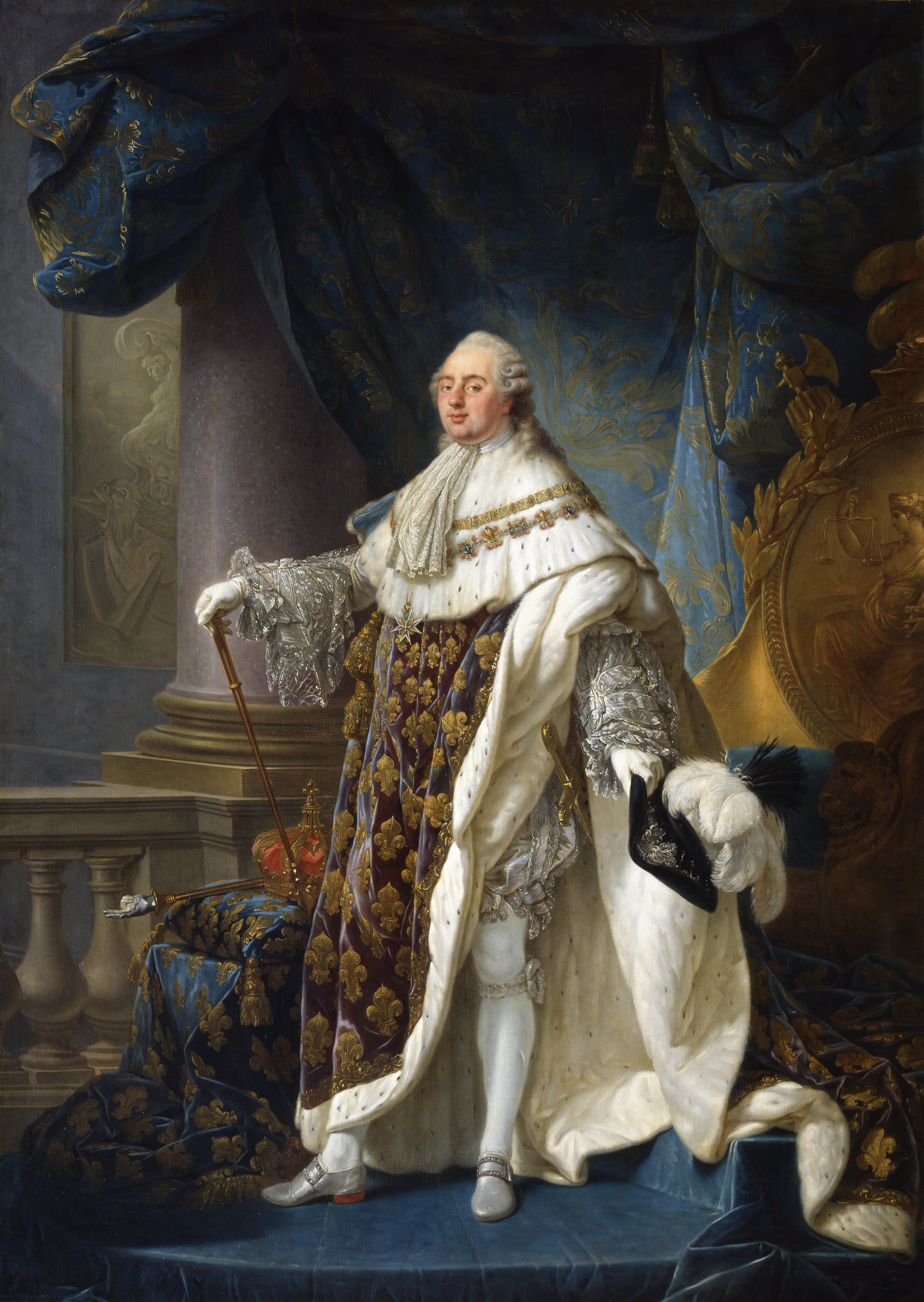
Ludwig XVI. in seinem Krönungsornat (Antoine-François Callet, 1779)

Morris wurde zu einem interessierten Beobachter der französischen Politik, die sich 1789 in einer tiefen Finanz- und Wirtschaftskrise befand. Als König Ludwig XVI. die Generalstände einberief, um neue Steuern zu erheben, forderten die Vertreter des Dritten Standes Reformen und eine Verfassung und bildeten die Nationalversammlung. Morris zufolge stand das Land nun auf dem Scheideweg zwischen königlicher Willkür und einer aufklärerischen Verfassung. So wie in den Vereinigten Staaten finde er auch diesseits des Atlantiks eine Nation, die in Hoffnungen, Perspektiven und Erwartungen bestünde (englisch a nation which exists in hopes, prospects, and expectations), wie er in einem Brief an den Comte Elie de Moustier schrieb. In seiner Privatkorrespondenz zeigte er sich frankophil (Aus einem Brief an William Carmichael: „Ich halte Frankreich für den natürlichen Alliierten meines Landes [...] wir haben ein Interesse an ihrem Wohlergehen [...] Ich liebe Frankreich[.]“; englisch I consider France as the natural Ally of my Country [...] we are interested in her Prosperity [...] I love France[.]) und äußerte sich wohlwollend gegenüber Ludwig XVI. Zugleich warnte er, dass das Land auf den radikalen Wandel, der ihm bevorstehe, unvorbereitet sei. Nun eine Republik nach amerikanischem Vorbild einzurichten, würde zunächst zu politischer Instabilität und schließlich zu einer Tyrannei des Adels oder einer Anarchie führen. Ein Volk, das mehrere Jahrhunderte lang durch Könige unterdrückt wurde, könne sich nämlich nicht ohne weiteres selbst regieren. Morris meinte, dass eine an die Verhältnisse in Frankreich angepasste Verfassung sich am britischen Westminster-System orientieren, die Monarchie also beibehalten sollte. Am 14. Juli 1789 folgte der Sturm auf die Bastille, eines der markantesten Ereignisse am Beginn der Revolution. Die Bastille, die als Symbol der königlichen Macht galt, wurde von einer wütenden Menschenmenge eingenommen; ihr Kommandant de Launay wurde getötet. Morris kommentierte in seinem Tagebuch, dass dies für den König in Versailles ein Weckruf werden müsse. Die Brutalität der Revolutionäre, die den Kopf de Launays auf einem Pfahl durch die Straßen trugen, schockierte ihn. Auch seine Meinung zum König hatte sich gewandelt: In einem Brief an Washington urteilte er, dass Ludwig XVI. ein schwacher Mann mit den besten Absichten sei und die Kontrolle über den Staat verloren habe. Er äußerte seine Angst vor einer zunehmenden Radikalisierung der Revolution und legte der Regierung eine Invasion Flanderns nahe, da der Kriegseifer die französische Bevölkerung von derzeitigen innenpolitischen Schwierigkeiten ablenken würde.

#### Diplomat in Großbritannien
Das Ende des Unabhängigkeitskrieges im Jahre 1783 hatte keine Besserung der Beziehung zwischen dem Vereinigten Königreich und den Vereinigten Staaten mit sich gebracht; diese war in den 1790ern immer noch angespannt, u. a. wegen gegenseitigen Vorwürfen der Nichteinhaltung des Friedensvertrages von Paris. Der neugewählte Präsident Washington beauftragte Morris im Januar 1790, ihm von der Einstellung der britischen Regierung gegenüber den Vereinigten Staaten zu berichten und deren Bereitschaft zu sondieren, den Forderungen der amerikanischen Regierung in Bezug auf den Frieden von Paris nachzukommen. Die Entscheidung Washingtons zur Beauftragung von Morris traf im Inland auf einige Proteste von Seiten Madisons, dem Anführer der sich bildenden oppositionellen Anti-Administration Party. Er und sein Freund Jefferson, der designierte Außenminister, waren argwöhnisch gegenüber dem alten Kolonialherren. Viel eher wollten sie eine weitere Annäherung zu Frankreich, das die USA bereits im Unabhängigkeitskrieg unterstützt hatte und nunmehr auch seine revolutionären Ideale teilte.
Morris reiste nach London und traf sich im März 1790 erstmals mit dem Duke of Leeds, dem britischen Außenminister. In den folgenden Gesprächen konnte er keine Fortschritte erzielen. Die britische Regierung zeigte kein Interesse an weiteren Gesprächen mit ihm. Die Washingtoner Administration gab sich damit zufrieden; Vizepräsident John Adams schrieb, dass er als Botschafter in London ähnlich behandelt wurde. Der anglophile Finanzminister Alexander Hamilton warf Morris hingegen Fehlschritte bei den Verhandlungen vor. William Howard Adams zufolge war Morris’ Mission jedenfalls ein Teilerfolg: Sie habe zur Ernennung George Hammonds zum ersten offiziellen Vertreter der britischen Regierung in den Vereinigten Staaten geführt.

#### Rückkehr nach Paris

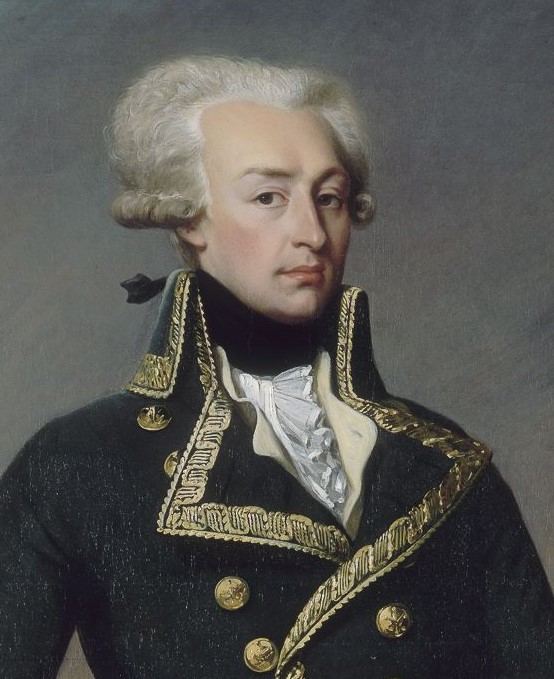
Der Marquis de Lafayette galt als einer der Anführer der gemäßigten Kräfte der Französischen Revolution. Hier wird er in seiner Rolle als General dargestellt. (Joseph-Désiré Court, 1834)

Auch nach seiner Rückkehr nach Paris im November 1790 hatte sich die Meinung Morris’ über die Revolution nicht geändert. Zwar begrüßte er die Abschaffung des alten Feudalstaates und die Verstaatlichung des Kirchenguts, traute den Anführern der Revolution eine weise Staatsführung jedoch nicht zu. Er hielt sie für Romantiker und Don Quixotes, die den Bezug zur Realität verloren hätten. In Gesprächen mit dem Marquis de Lafayette, den er als mittelmäßigen, aber übermütigen Charakter einschätzte, legte Morris sein eigenes Konzept für das revolutionäre Land aus. Frankreich müsse eine Verfassung einführen, die an die Bedingungen in Frankreich und seine Geschichte angepasst sei. Eine völlige Entmachtung des Adels oder des Königs, wie manche es forderten, sei also unsinnig. Der Adel spiele eine so große Rolle in der französischen Gesellschaft, dass die Abschaffung dieses Standes großen Schaden mit sich ziehen würde; der König müsse im Rahmen der Gewaltenteilung als Exekutive dienen. Man müsse ein Gleichgewicht zwischen König, Adel und Volk finden. Seine Forderungen fanden bald ihren Weg in die Presse; der ihm vorgeworfene Aristokratismus schadete seinem Ansehen im Land immens.
In Zuge der 1791 stattgefundenen Flucht nach Varennes und der offiziellen Umwandlung Frankreichs in eine Konstitutionelle Monarchie verlor Ludwig XVI. immer mehr Macht und Einfluss an das Parlament, das sich immer weiter radikalisierte. Morris fühlte sich in seinem Pessimismus bestärkt und formulierte mit den drei Worten „Krieg, Hungersnot, Pest“ eine Vorhersage für das Jahr 1792. Tatsächlich brach bereits im April ein Krieg zwischen Frankreich und einem zunächst primär aus Österreich und Preußen bestehenden Militärbündnis aus – der erste von insgesamt sechs Koalitionskriegen. Beide Seiten übten Druck auf die USA aus.

#### Botschafter in Frankreich
Die von Jeffersons Ernennung zum Außenminister ausgelöste Vakanz auf dem Botschafterposten war 1792 noch nicht gefüllt worden; die Geschäftsführung hatte William Short übernommen. Washington ernannte daher am 12. Januar 1792 Morris zum minister plenipotentiary in Frankreich. Die Entscheidung des Präsidenten traf bei beiden Seiten des politischen Spektrums auf Kritik. Im Senat wurden Morris ein unmoralischer und ungläubiger Charakter, fehlende diplomatische Fähigkeiten und ein zu enges Verhältnis zu den konservativen Kräften in Frankreich attestiert. Seine Ernennung wurde mit nur 16 gegen 11 Stimmen bestätigt. Selbst im eigenen Kabinett wurde die Entscheidung des Präsidenten kritisiert. Jefferson warf Morris vor, durch seine voreingenommene Berichterstattung den Präsidenten auf einen frankreichfeindlichen Kurs gebracht zu haben. Der Finanzminister Hamilton, der die Französische Revolution nur mit Argwohn betrachtete, zweifelte nach dem Scheitern der Verhandlungen mit der britischen Regierung 1790 an Morris’ Eignung als Diplomaten. Teile der französischen Öffentlichkeit misstrauten dem in ihren Augen konterrevolutionären Morris ebenfalls. Erschwert wurde Morris’ Arbeit zusätzlich durch die langsame Kommunikationsgeschwindigkeit mit der US-Regierung jenseits des Atlantiks. Morris akkreditierte sich am 3. Juni 1792.

Hinrichtung Ludwigs XVI. (Kupferstich aus dem Jahr 1793)

Morris musste seine Pläne, das Botschafteramt zu nutzen, um sich für Ludwig XVI. einzusetzen, bald aufgeben. Frankreich wurde im September zu einer Republik; der ehemalige König wurde im Januar mit einer Guillotine hingerichtet. Nach wie vor hielt Morris die neue republikanische Verfassung Frankreichs für inadäquat, weil sie der Legislative zu viel Macht verleihe. Ebenso sehr verurteilte er die von ihm wahrgenommene Brutalität, die mit den Septembermassakern und der später etablierten Terrorherrschaft in Frankreich Einzug gefunden hatte. Auch die Entchristianisierung nahm er zunehmend als Bedrohung wahr. Nachdem er im Frühling 1793 selbst für kurze Zeit inhaftiert wurde, zog Morris nach Seine-Port. Trotz seiner Forderung, einen härteren Kurs gegen Frankreich einzuschlagen, blieben dahingehende Anweisungen von seinen Vorgesetzten aus. Morris bemühte sich währenddessen, die von beiden Kriegsparteien bedrohte Neutralität der Vereinigten Staaten im Ersten Koalitionskrieg zu bewahren. Die Flotten beider Seiten waren nämlich dazu übergangen, amerikanische Handelsschiffe zu konfiszieren und amerikanische Geschäftsleute zu verhaften. Seine Arbeit war jedoch nicht immer von Erfolg gekrönt. Als 92 amerikanische Handelsschiffe in Bordeaux konfisziert wurden, lehnte Morris die Hilfsgesuche der Besitzer ab: Sie hätten das Risiko, in einem Kriegsgebiet Handel zu treiben, mit einkalkulieren sollen. Auch politisch verfolgten Amerikanern wie dem Autor Thomas Paine, der von der französischen Regierung verhaftet worden war, konnte Morris nicht immer helfen.
In Folge der Abberufung ihres Botschafters Edmond-Charles Genêt durch die amerikanische Regierung forderte die französische Regierung am 9. April 1794 im Gegenzug die Abberufung Morris’, dessen Verhalten durchgehend frankophob gewesen sei. Edmund Randolph, der Nachfolger Jeffersons im Amt des Außenministers, benachrichtigte seinen Botschafter hierüber einige Wochen später. Dieser zeigte sich erfreut und verließ Frankreich Mitte Oktober. Sein Nachfolger wurde der spätere Präsident James Monroe, den er für einen „in jeder Hinsicht mittelmäßigen Mann“ (englisch a person of mediocrity in every respect) hielt.

#### Späte Wanderjahre
Morris verbrachte die vier Jahre nach seiner Abberufung auf Bildungs- und Geschäftsreisen durch große Teile West- und Mitteleuropas. Ermöglicht wurden ihm diese Reisen durch seinen persönlichen Wohlstand sowie durch die Beziehungen, die er im diplomatischen Dienst aufgebaut hatte. Zunächst plante Morris jedoch nur einen kurzen Aufenthalt in der Schweiz, nach dem er in die Vereinigten Staaten zurückkehren wollte. Während Monroe Washington von einer Bildungsreise seines Vorgängers berichtet – dieser wolle den Wohnort „John James Rousseaus“ sehen –, ist es auch möglich, dass Morris einen Besuch seiner in die Schweiz geflohenen Freundin Madame de Flahaut beabsichtigte. Nach seiner Ankunft in Lausanne am 20. Oktober besuchte Morris einige seiner dorthin emigrierten Freunde, den ehemaligen französischen Finanzminister Jacques Necker und dessen Tochter, die Autorin Germaine de Staël. Im November reiste er weiter nach Norden, kam Anfang Dezember in Hamburg an und siedelte sich im nahe gelegenen Altona an. Er ermöglichte Madame de Flahaut sowie dem jungen Duc d’Orléans, den späteren „Bürgerkönig“ Louis-Philippe I., den Umzug in die Hansestadt. Letzterem verhalf er auch zur weiteren Flucht in die Vereinigten Staaten.
Vom kalten norddeutschen Klima gesundheitlich angeschlagen reiste Morris im Sommer 1795 weiter nach London und unternahm Reisen durch Großbritannien. Im November kehrte er in die Hauptstadt des Vereinigten Königreiches zurück und nahm mit dem späteren Präsidenten John Quincy Adams, damals designierter Botschafter in den Niederlanden, an einem Staatsbankett teil. Er übernahm erneut einige diplomatische Aufträge von Washington. So trug er im Dezember dem britischen Außenminister Lord Grenville die Kritik der amerikanischen Regierung an den britischen Überfällen an amerikanische Handelsschiffe vor. Ab dem Mai 1796 setzte Morris seine Reisen durch das Heilige Römische Reich fort und besuchte u. a. Berlin, Dresden und Wien. Ende 1798 segelte Morris vom Hamburger Hafen aus zurück nach New York.

### Senator

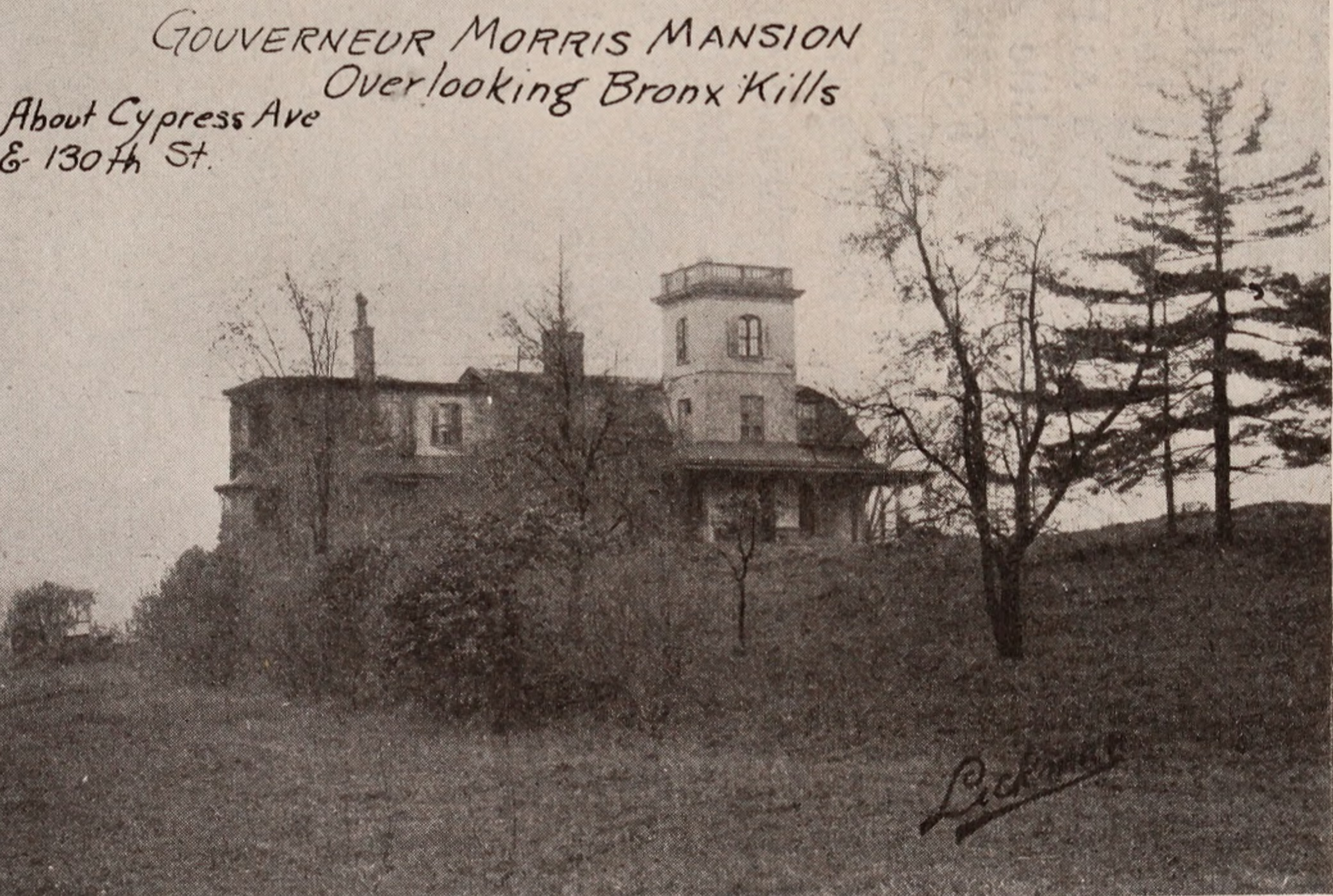
Fotografie der Morrisania 1897

Nach seiner Rückkehr lebte Morris ein Jahr lang relativ zurückgezogen auf seinem Anwesen, der Morrisania, die er in dieser Zeit renovieren ließ. Dabei orientierte er sich größtenteils am Louis-seize-Stil und stattete einige Räume mit aus Versailles erworbenen Möbeln aus. Daraufhin bereiste Morris das eigene Land. Über seine langen Wanderjahre resümierte er, dass die stolzen Kaiserreiche Europas im Vergleich zu dem, was Amerika in ein oder zwei Jahrhunderten sein werde, ein Nichts seien (englisch The proudest empire in Europe is but a bubble compared to what America will be, must be, in the course of two centuries – perhaps of one[.]).

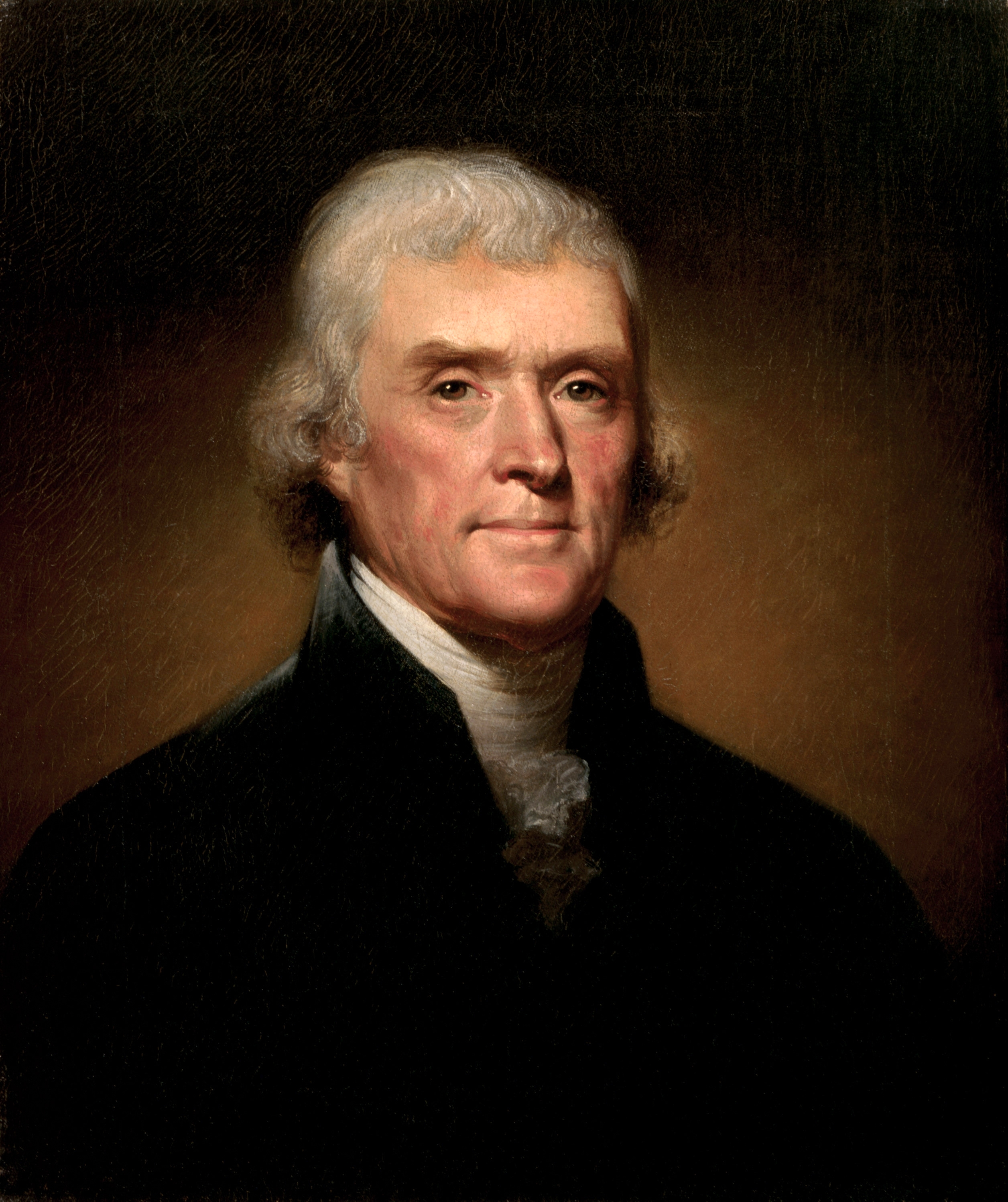
Thomas Jefferson (Rembrandt Peale, 1800)

Die USA hatten sich während seinen Reisen in Europa politisch und gesellschaftlich stark verändert. Es hatten sich im so genannten First Party System zwei politische Lager gebildet, die Föderalisten und die Demokraten-Republikaner (kurz Republikaner), die sich gegenseitig mit heftiger Polemik bekämpften. Politisch standen die Föderalisten für eine stärkere Nationalregierung und für die Elite; die Republikaner für stärkere Einzelstaaten (vgl. States’ Rights) und den common man, den einfachen Bürger. Die Präsidentschaftswahl 1800 markierte mit dem knappen Sieg des führenden Republikaners Jeffersons eine Zäsur in der amerikanischen Politik, die auch als „Revolution von 1800“ bezeichnet wird.
Morris Rückkehr in die Politik fand einige Monate vor der Wahl Jeffersons statt, als er mit Unterstützung von Föderalisten und Republikanern wie seinem Freund Robert R. Livingston als Nachfolger James Watsons vom New Yorker Landesparlament in den Senat gewählt wurde. Er trat sein Amt einige Wochen später im April 1800 an. Zurück in der aktiven Politik assoziierte sich Morris primär mit der Föderalistischen Partei, da er nach wie vor ein Befürworter einer starken Nationalregierung war. Die Wahl Jeffersons hatte ihn enttäuscht. In seinen Augen war sein ehemaliger Vorgesetzter ein Theoretiker, dessen ideologisierte Denkweise politische Stabilität nicht gewährleisten könne. Dennoch akzeptierte er im Gegensatz zu einigen Föderalisten den Wahlausgang; als Opposition könnten sie nämlich den Präsidenten kontrollieren und Amtsmissbrauch verhindern. Richard Brookhiser meint, dass Morris in diesem Verständnis der Rolle der Opposition seiner Zeit voraus war, obwohl er selbst in den kommenden Jahren von dieser Haltung wieder abweichen würde. Jeffersons Entscheidung, die von Adams kurz vor Jeffersons Amtsantritt ernannten föderalistischen Richter ihres Amtes zu entheben (vgl. Marbury v. Madison), kritisierte Morris als direkten Angriff auf die Unabhängigkeit der Judikative. Hingegen begrüßte er den Kauf der Kolonie Louisiana vom Französischen Kaiserreich. Seiner Meinung nach wäre ein Krieg mit Frankreich um seine Kolonien ansonsten unausweichlich gewesen. In seiner Privatkorrespondenz äußerte er seine Überzeugung, dass die Vereinigten Staaten ganz Nordamerika annektieren würden.
Morris unterlag bei der nächsten Senatswahl im Jahre 1802 dem Republikaner DeWitt Clinton, so dass seine Amtszeit am 3. März 1803 endete.

### Lebensabend

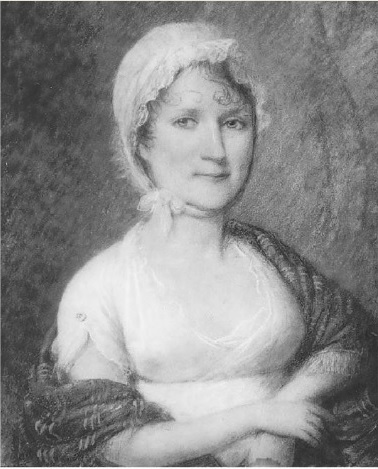
Anne Randolph (ca. 1820)

In den ersten Monaten nach seiner Wahlniederlage unternahm Morris erneut Reisen durch Upstate New York und besuchte die Großen Seen und den Sankt-Lorenz-Strom. Die politische Lage und die wiederholten, teils erdrutschartigen Wahlsiege der in seinen Augen inkompetenten Republikaner frustrierten ihn zunehmend. Er hielt die Nordstaaten durch ihre Regierungspolitik benachteiligt. Der Ausbruch des Kriegs von 1812 überzeugte ihn, dass die Nordstaaten entweder eine Verfassungsreform erzwingen oder ihre Unabhängigkeit erklären sollten. Zwar wurden diese Ideen 1815 auf der Hartford Convention ernsthaft diskutiert. Den Delegierten fehlte es jedoch an öffentlicher Unterstützung, weshalb ihre Forderungen nicht durchgesetzt wurden. Morris hielt das Geschehen in Hartford für eine Farce; die Delegierten machten sich nur lächerlich. In seinen letzten Jahren beteiligte sich Morris mit großem Enthusiasmus an der Planung verschiedenen Bauprojekte des Staates New York. Er war Mitglied der Kommission, aus der das heutige gleichmäßige Straßenraster New Yorks hervorging, sowie der Kommission, die den Eriekanal plante. Ihm zufolge waren diese „internal improvements“ grundlegend für Amerikas Weg hin zu einer Großmacht.
Im Dezember 1809 heiratete er seine mehr als zwanzig Jahre jüngere Haushälterin Anne Randolph, die Tochter seines bereits verstorbenen Freundes Thomas Mann Randolph Sr. Die Heirat scheint trotz des Altersunterschiedes eine glückliche gewesen zu sein. Ihr einziger gemeinsamer Sohn, Gouverneur Morris Jr., wurde am 9. Februar 1813 geboren.
Gouverneur Morris verstarb am 6. November 1816 in seinem Anwesen Morrisania. Er hatte zuvor versucht, eine Harnröhrenverstopfung durch einen Walknochen zu lösen.

## Nachleben

### Historische Bewertung und Persönlichkeit
Gouverneur Morris wurde bereits vom 26. Präsidenten der Vereinigten Staaten Theodore Roosevelt, der in seiner Jugend eine Biographie über ihn verfasst hatte, der zweiten Reihe der Generation der Gründerväter zugeordnet und gilt noch heute nur als historische Fußnote. Dennoch erschienen in den 2000ern – der Zeit des „Founder’s Chic“ – eine Reihe wohlwollender Morrisbiographien; hierzu zählen die Werke von Richard Brookhiser (2003), William Howard Adams (2003), James J. Kirschke (2005) und Melanie Randolph Miller (2005, 2008).
Gouverneur Morris gilt als der Exzentriker und Freigeist der Generation der Gründerväter; seine Laufbahn und sein Denken werden von Historikern kontrovers diskutiert. Er führte laut William Howard Adams ein „unabhängiges“, beinahe „un-amerikanisches“ Leben, das für seine Zeit einzigartig modern gewesen sei. Er hatte keinen abgelegenen Rückzugsort wie Mount Vernon, der ihn an althergebrachte Denkweisen fesselte, sondern lebte urban und kosmopolitisch. Trotz seiner patrizischen Wurzeln habe er erkannt, dass die Vereinigten Staaten sich zu einer modernen, kapitalistischen Nation und Großmacht entwickelten, und diesen Prozess durch Bauprojekte wie den Eriekanal unterstützt. Im Gegensatz zu vielen seiner Zeitgenossen habe ihm die Ambition gefehlt, als „großer Mann“ in die Geschichte einzugehen. Dementsprechend habe er regelmäßig seine politischen Gegenspieler ironisierend provoziert, unangenehme Wahrheiten ausgesprochen und gegen das damalige Mainstream angeeckt. Diese fehlende Zurückhaltung führte wiederum dazu, dass er sich mit vielen seiner Kollegen zerstritt: Edward Rutledge vermutete in ihm sogar den unbeliebtesten Politiker Amerikas. Seine ebenso rücksichtslos ehrlichen Papiere, Tagebücher und Briefe, ermöglichen Historikern einen für diese Zeit unvergleichlichen Einblick in seinen Geist, seine Sexualität und seine Umwelt. Adams und Brookhiser urteilen, dass besonders Morris’ sardonisch-fröhliche Lebenseinstellung ihn zu einer untypischen Figur der amerikanischen Geschichte mache.

#### Persönlichkeit

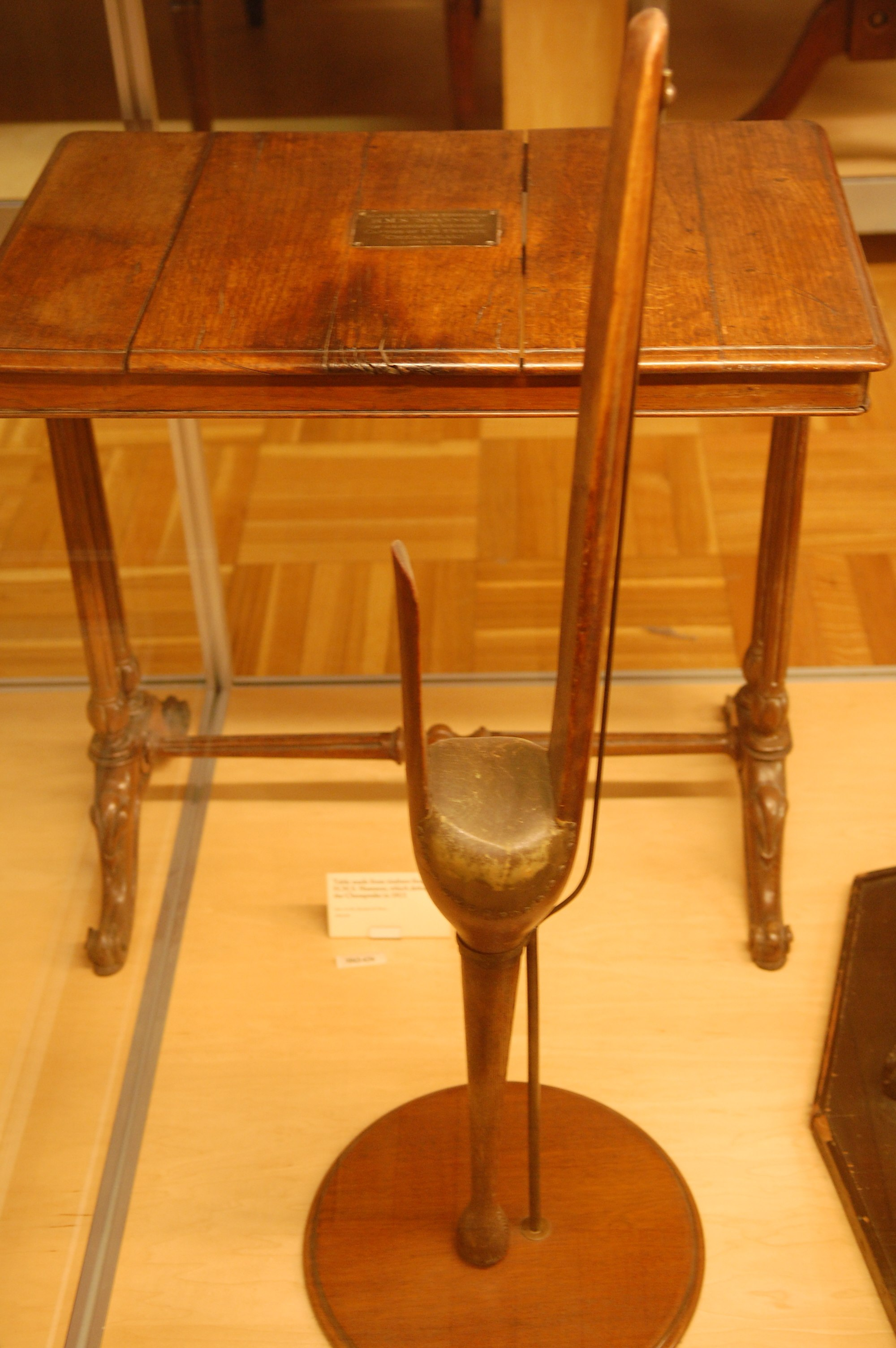
Das Holzbein von Gouverneur Morris in der New-York Historical Society

Unter seinen Zeitgenossen galt Gouverneur Morris als intelligent und fleißig, aber auch als ein unberechenbarer Hedonist und Frauenheld mit einem Hang zur Opulenz. Robert Morris beschrieb ihn als „a little too whimsical“; in seiner Jugend beschwerten sich einige seiner Freunde darüber, dass er seine Zeit und seine Talente auf Feiern verschwende. Ein französischer Beobachter beschrieb ihn als „ein[en] berühmte[n] Advokat[en], [...] allerdings ohne Moral, und, wenn man seinen Feinden Glauben schenkt, ohne Prinzipien“ („un avocate célèbre [...] mais sans moeurs, et, si l’on en croit ses ennemis, sans principes“). Als der Kontinentalkongress in der Kleinstadt York tagte, beschwerte Morris sich selber über das Fehlen „edler Damen“ (englisch fine Women). Viele seiner Biographen heben den Kontrast zu seinen physischen Behinderungen hervor; Morris war bei einem Unfall in seiner Jugend im August 1766 durch kochendes Wasser im rechten Arm gelähmt worden und hatte am 14. Mai 1780 sein linkes Bein bei einem Verkehrsunfall verloren. Exemplarisch für seine Reputation als Hedonist sind die zahlreichen Anekdoten über letzteren Unfall. Einem Gerücht zufolge soll er sein Bein bei einem Sprung aus dem Fenster verloren haben, nachdem ein erboster Ehemann ihn im Bett mit seiner Frau entdeckt habe. Seine Freunde neckten ihn in ihren Briefen; John Jay schrieb Robert Morris, dass Gouverneur Morris „etwas anderes“ hätte verlieren sollen.
Der Sexualhistoriker Thomas Foster versucht, anhand von Morris ein besseres Verständnis männlicher Sexualpraktiken im frühneuzeitlichen Amerika zu entwickeln. Morris sei nämlich nicht der Kategorie des klassischen, im Verständnis des 18. Jahrhunderts Frauen „jagenden“, verachtenden und sexuell ausnutzenden Libertins zuzuordnen. Im Gegensatz zu diesem Modell der Jagd habe Morris seine Affären als ein Resultat gegenseitiger Attraktion zwischen Gleichrangigen dargestellt. Sex mit seinen Affären diente im Verständnis von Morris primär der körperlichen Freude von ihm und seiner Partnerin. Zwar sei er kein früher Vorkämpfer der Sexuellen Revolution gewesen, doch zeige er in seinen Tagebüchern ein fortschrittlicheres und freieres Verständnis von Sexualbedürfnissen als die meisten seiner Zeitgenossen. Beispielsweise zeigte er im Gegensatz zum üblichen Libertin des 18. Jahrhunderts Desinteresse an „erzwungenen Eroberungen“ von „Schlampen“. Stattdessen habe er ein semi-egalitäres Bild einer Frau gehabt, die ihn aktiv liebe und auf deren sexuelle Hingezogenheit zu ihm er stolz sein könne. Er habe die sexuelle Befreiung eines Libertins mit der Anerkennung für seine Liebhaberinnen kombiniert, die man im 18. Jahrhundert von romantischen Ehemännern erwartet habe.

#### Morris und die amerikanische Verfassung
Mit seiner rationalen, originellen und undogmatischen Denkweise leistete Morris laut William Howard Adams einen wichtigen Beitrag zur Verfassung der Vereinigten Staaten. Mit seinen 173 oft von Ironie und Provokationen durchzogenen Redebeiträgen sprach er öfter als alle anderen Delegierten und übte einen beträchtlichen Einfluss auf das heute noch gültige Dokument aus. Für seine Arbeit im Committee of Style and Arrangement ging Morris als penman of the constitution (zu Deutsch etwa: „Schreiber der Verfassung“) in die Geschichte ein. Sein klarer Stil wird oft gelobt, entspricht laut William Howard Adams jedoch nicht der Qualität der Prosa der Unabhängigkeitserklärung Jeffersons. Der Rechtswissenschaftler William Michael Treanor argumentiert in seiner Studie von Morris’ Arbeit, dass dieser ein „unehrlicher Schreiber“ gewesen sei und an mehreren Stellen nicht nur den Stil, sondern auch den Inhalt der Verfassung modifiziert habe. Treanor folgert, dass ein auf den Willen der Delegierten zum Verfassungskonvent basierender Originalismus insofern problematisch sei, dass der von Morris erstellte Text der Verfassung nicht mit dem Willen der Mehrheit der Delegierten übereinstimmt.
Die von Morris konzeptionierte Regierungsform unterschied sich dennoch in einigen Punkten vom Schlussdokument. Oft wird er als einer der elitärsten Gründerväter beschrieben, ein Vorwurf, vor dem ihm die meisten seiner Biografen in Schutz zu nehmen versuchen. Sie verweisen meist darauf, dass Morris an Prinzipien wie die Volkssouveränität und die Rechte des Individuums glaubte, und klassifizieren ihn als einen Republikaner. Seine Ablehnung einer Demokratie rühre daher, dass er dem einfachen Volk die Bewahrung der Republik und der Freiheit nicht zutraute. Der Politikwissenschaftler John Patrick Coby beschreibt Morris’ Ideen als im Grunde machiavellistisch: Er hielt den Menschen für grundlegend böse und wollte dessen eigensinnige Triebe so ausnutzen, dass die Freiheit für alle Staatsbürger langfristig erhalten bleibe. Hierzu bediente er sich auch einiger Mittel, die Machiavelli unter anderem in seinen Discorsi und Dem Fürsten beschrieb: Die Animositäten der beiden Gesellschaftsschichten (bei Machiavelli die grandi, die Großen, und das popolo, das Volk) gegeneinander müssten so ausgespielt werden, dass keine der beiden eine unterdrückerische Despotie errichten. Zugleich müsse ein „Schutzherr“ die Exekutive leiten und seine Macht nutzen, um die Freiheit des Volkes und die Sicherheit des Staates vor Angriffen von Innen und Außen zu schützen. Coby hebt aber auch hervor, dass Morris in seinem Denken zu eklektisch und in Teilen auch zu optimistisch war, um als reiner Machiavellist klassifiziert zu werden. Ein klarer Wandel in seinem Denken über die Verfassung fand jedoch in den 1810ern statt, als er die Abspaltung der Nordstaaten forderte. Die Südstaaten, allen voran Virginia, welches vier der ersten fünf Präsidenten stellte (vgl. Virginia Dynasty), hatten nämlich in Morris’ Augen die Kontrolle über den Zentralstaat an sich gerissen. Die von ihnen geführte Politik, insbesondere der Krieg von 1812, benachteiligte in seinen Augen klar die Nordstaaten, die sich nun durch die Sezession wehren müssten. Morris’ Logik wird von Brookhiser als übereilt und grundlegend falsch abgelehnt. Er habe ohne guten Grund die Einheit der Nation gefährdet, an deren Gründung er beteiligt gewesen war.

#### Morris und die Französische Revolution
Morris’ Zurückhaltung gegenüber der Französischen Revolution wird von seinen Biographen meist positiv hervorgehoben. Er habe die utopischen Versprechungen der Revolutionäre durchschauen und frühzeitig erahnen können, dass die Revolution zu einer Gewaltherrschaft wie jener unter Robespierre führen würde. Seine Biographen kontrastieren seine Haltung oft mit jener Jeffersons, der trotz der Gewalttätigkeit der Revolutionäre auf sein Urteil, dass die Revolution von amerikanischer Seite zu begrüßen sei, bestanden habe. Philip Ziesche beschreibt Morris und Jefferson im Kontext des Revolutionsjahres 1789 beide als im Kern Konservative, die – beeinflusst durch Montesquieus Geist der Gesetze – einen zu radikalen Wandel der politischen Ordnung Frankreichs ablehnten, da die resultierende Verfassung nicht mehr dem „nationalen Charakter“ Frankreichs entsprechen würde. Mit dieser moderaten Haltung passten sie jedoch nicht in den sich immer weiter radikalisierenden Dialog in Frankreich. Obwohl die Revolutionäre sie zunächst als Ratgeber und die Amerikanische Revolution als Beispiel nutzten, trafen die Ratschläge von Morris und Jefferson zu einer möglichen französischen Verfassung bald ob ihrer fehlenden Radikalität auf taube Ohren. Zur selben Zeit propagierten beide Politiker ihre Ideologien, die sich in ihrer Auffassung der Amerikanischen Revolution widerspiegelten: Jefferson feuerte seine Freunde in Frankreich zum Aufstand gegen die Tyrannei an, Morris forderte sie zu einem Ausgleich zwischen der Elite und dem Volk auf. Während Jefferson nach 1789 die Revolution und die Erste Französische Republik verteidigte, nur um etwa ab 1800 (teils als Reaktion auf die Haitianische Revolution und die Machtübernahme Napoleons) erneut davon zu sprechen, dass der nationale Charakter Frankreichs sich möglicherweise nicht für eine Demokratie eigne, sah sich Morris von Anfang an in seinem Urteil bestätigt.
Seine Amtszeit als Botschafter wird von vielen Historikern als ein Misserfolg angesehen, die zu Spannungen zwischen Frankreich und den Vereinigten Staaten führte, wobei einige seiner Biographen diese Einstellung revidieren. William Howard Adams urteilt eher positiv über Morris’ Amtszeit als Botschafter; konfrontiert mit einem der größten Umbrüche der Menschheitsgeschichte habe er intelligent und ehrlich im Sinne der amerikanischen Regierung operiert. Melanie Randolph Miller setzt in ihrer ersten Morrisbiographie den fast ausschließlichen Fokus auf seine Zeit in Frankreich. Sie unternimmt eine Verteidigung seiner Amtsführung. Die französische Regierung sei in dieser Zeit so zerstritten gewesen, dass die Aufrechterhaltung guter Beziehungen unmöglich gewesen sei. Tatsächlich habe Morris weitere Spannungen zwischen Frankreich und den Vereinigten Staaten verhindert.

### Ehrungen
1943 wurde ein Liberty-Frachter als SS Gouverneur Morris benannt. Das Schiff wurde 1974 abgewrackt. Einige Gemeinden im Bundesstaat New York wurden nach ihm benannt, unter anderem Morristown.